# Tokyo Revengers
Tokyo Revengers (東京卍リベンジャーズ, Tōkyō ribenjāzu, lit. «Els venjadors de Tòquio»), és una sèrie de manga escrita i il·lustrada per Ken Wakui, publicada al setmanari Shūkan Shōnen Magazine de Kōdansha de l'1 de març de 2017 al 16 de novembre de 2022. Una adaptació a pel·lícula d'acció en viu va ser llançada al Japó el juliol de 2021. El setembre de 2021, el manga havia venut més de 40 milions de còpies. Va guanyar el 44è premi Kōdansha Manga Shō per a la categoria shōnen el 2020. Una adaptació a l'anime produïda per Liden Films va ser estrenada el 10 d'abril de 2021. Norma Editorial va començar a publicar-ne el manga en català el 15 de juliol de 2022 i va acabar-ne la publicació el 7 de desembre de 2023.
Dins la història, hi ha un ús freqüent de «desenvolupament de personatge» a través de morts, per la qual cosa en unes tantes escenes són representades la frustració, la depressió i la desesperació explicant aquestes com a indicacions que la franquícia té certa psicologia.

## Argument
En Takemichi, un pocatraça que va ser membre d'una banda durant l'època de la secundària, fa un salt de 12 anys enrere cap al passat per tornar a l'institut i salvar la seva ex-xicota, Hina, que en el present ha estat assassinada per l'organització criminal Tokyo Manjikai. Amb cada viatge temporal, en Takemichi influeix en els que l'envolten i de mica en mica va canviant el passat... Però amb això, n'hi haurà prou per salvar la Hina i evitar que la Tokyo Manjikai es converteixi en una temuda banda criminal?

## Contingut de l'obra

### Manga
Escrit i il·lustrat per Ken Wakui, Tokyo Revengers es va començar a serialitzar a la Shūkan Shōnen Magazine de Kōdansha l'1 de març de 2017. El maig de 2021, es va anunciar que la sèrie entraria al seu arc final i finalment va acabar de publicar-se el 16 de novembre de 2022. Kōdansha ha recopilat els seus capítols individuals en volums de tankōbon, el primer volum del qual es va publicar el 17 de maig del 2017. Finalment, es va acabar recopilant en 31 volums.
Norma Editorial va començar a publicar-ne el manga en català el 15 de juliol de 2022. L'últim volum va sortir a la venda el 7 de desembre de 2023. Cada volum de l'edició catalana equival a dos volums de l'edició tankobon japonesa.
La història està inspirada en la mateixa vida de l'autor, que va pertànyer a una colla real anomenada Black Emperor, la qual també utilitzava el símbol del manji 卍 (まんじ) com a logo. El mateix autor explica que la seva obra va de viatges en el temps, ja que ell desconeix com funcionen les colles actualment, i prefereix parlar de les de principis dels anys dos mil.

## Recepció
El 2021, Tokyo Revengers va guanyar en la categoria d'anime dels Yahoo! Japan Search Awards, segons el nombre de cerques d'un terme en particular en comparació de l'any anterior. La sèrie va encapçalar la llista de "Rànquings de Tendències Seleccionats per Adolescents el 2021" per Mynavi Teens Lab de Mynavi Corporation, que realitza investigació i màrqueting per a adolescents. La sèrie d'anime va ser destacada per Nikkei Entertainment com un dels majors èxits de 2021, classificada com el programa de transmissió més vist per al públic masculí i femení.

### Vendes
|               | Copies venudes |
| ------------- | -------------- |
| Febrer 2020   | 3 milions      |
| Maig 2021     | 17 milions     |
| Juny 2021     | 20 milions     |
| Juliol 2021   | 25 milions     |
| Agost 2021    | 35 milions     |
| Setembre 2021 | 40 milions     |
| Desembre 2021 | 50 milions     |